# Filipinos em Taiwan
Filipinos em Taiwan consistem, principalmente, em imigrantes e trabalhadores das Filipinas. Filipinos, constituem o terceiro maior contingente nacional de trabalhadores migrantes e eram cerca de um quinto dos trabalhadores estrangeiros em Taiwan em abril de 2011. Há cerca de 77,933 trabalhadores filipinos em Taiwan, com 53,868 deles trabalhando no setor industrial e 22,994 pessoas que trabalham como cuidadores.

## Visão geral
O forte economia de Taiwan, particularmente no setor industrial, atrai o trabalho manual barato das Filipinas. A maioria dos Filipinos que trabalham em Taiwan trabalharam como operários, trabalhadores domésticos, trabalhadores da construção civil, pescadores artesanais e profissionais. Eles enviam uma grande parte de seus salários para suas famílias nas Filipinas.  Muitos homens de Taiwan também escolhem as mulheres filipinas como noivas através de casamentos arranjados. Estima-se que 7.000 mulheres filipinas agora vivem com seus maridos taiwaneses.[carece de fontes?]
Feriados filipinos como o dia da Independência e o aniversário de José Rizal também são celebrados pela Comunidade Filipina em Taiwan.
Muitos chineses filipinos, chamados de Chinoys (Chinês Tradicional: 華菲人)  educados nas Filipinas de famílias de classe média têm migrado para Taiwan desde o início da década de 1990. Cerca de 1000 ou mais têm agora cidadania de Taiwan.
Baseado nas estatísticas do Ministério do Trabalho (Taiwan) para o final de dezembro de 2014, Existem 111,533 trabalhadores nascidos nas Filipinas em Taiwan, dos quais 85,271 estão empregados nas indústrias de manufatura.
Há muitas lojas filipinas, cargas, remessas e restaurantes filipinos em toda a ilha de Taiwan.
Igrejas
- Igreja de São Cristóvão, 聖多福天主堂 São Cristóvão, Igreja de 聖多福天主堂

### Questões Sociais
Trabalhadores filipinos em Taiwan são normalmente vulneráveis à exploração por seus empregadores, uma situação comum para trabalhadores não qualificados migrantes em todo o mundo. O governo de Taiwan tem sido receptivo para os casos envolvendo maus-tratos a trabalhadores filipinos em Taiwan.
Cuidadores que são migrantes filipinos em Taiwan tem que passar por um sistema de intermediários que recolhe a maioria de seus ganhos mensais, exige longas horas de trabalho, sem pagamento de horas extras e não oferece nenhum dia de folga. Alguns cuidadores tem que trabalhar 24 horas por dia. Cuidadores domésticos normalmente, recebem salários muito inferiores ao padrão estabelecido pelo governo, porque eles não são abrangidos pela Lei Trabalhista de Taiwan.
Em 9 de Maio de 2013, a Guarda Costeira Filipina abriu fogo em mar aberto entre os dois países em um barco de pesca de Taiwan, matando um pescador.[carece de fontes?]
Após o incidente, Taiwan impôs sanções sobre as Filipinas, incluindo o congelamento de contratos filipinos desde que as autoridades filipinas recusaram-se e ignoraram o pedido de um pedido de desculpas às famílias das vítimas. A Guarda Costeira de Taiwan realizou patrulhamento constante nas águas entre Taiwan e as Filipinas